# 果若

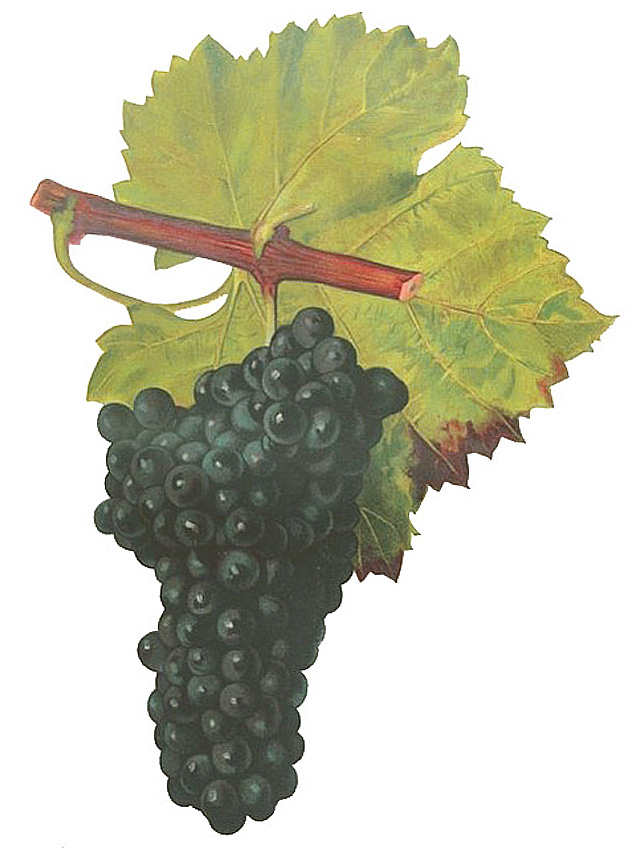
果若的一种

果若（法語：Grolleau），或称为黑果若（Grolleau noir），是原产于法国卢瓦尔河谷的红葡萄品种。其名称源于法语中的“乌鸦”（grolle）一词，用以表示它的深色浆果。果若的酸度较高，主要用于用于酿造桃红葡萄酒。
果若的栽培史始于19世纪早期，葡萄品种学研究表明它很可能是白高维斯葡萄的后代。 20世纪中后叶，主要由果若酿造的安茹桃红葡萄酒（Rosé d'Anjou）声名鹊起，果若的种植面积也大幅增加。其主要种植于卢瓦尔河谷的安茹、都兰、索米尔等产区。然而到了20世纪末，安茹桃红葡萄酒的名声逐渐被用品丽珠与赤霞珠酿造的安茹解百纳（Cabernet d'Anjou）桃红葡萄酒所取代，果若的产量也开始下降。
果若的衰退很大程度上是源于葡萄酒专家杰西斯·罗宾逊、汤姆·斯蒂文斯等对其的批评，他们都认为果若的品质不佳。葡萄酒评论家罗伯特·派克亦看衰果若的潜力，认为卢瓦尔河谷的种植园应用佳美、品丽珠等更具潜力的葡萄品种来取代果若。